# کوتیاگالا
کوتیاگالا (به لاتین: Kotiyagala) یک منطقهٔ مسکونی در سری‌لانکا است که در استان مرکزی (سری‌لانکا) واقع شده‌است.